# Campionati del mondo di ciclismo su strada 2003 - Gara in linea femminile Junior
La gara in linea femminile Junior dei Campionati del mondo di ciclismo su strada 2003 si svolse il 10 ottobre 2003 in Canada, con partenza ed arrivo a Hamilton, su un circuito di 12,4 km da ripetere 6 volte, per un totale di 74,4 km. L'oro fu appannaggio dell'olandese Loes Markerink con il tempo di 2h05'39" a 35,527 km/h di media, l'argento della russa Irina Tolmacheva e il bronzo della tedesca Sabine Fischer.
Delle 58 cicliste alla partenza, 42 arrivarono al traguardo.

## Squadre partecipanti
| N.    | Cod. | Squadra     |
| ----- | ---- | ----------- |
| 1-4   | NLD  | Paesi Bassi |
| 5-8   | GER  | Germania    |
| 9     | SWE  | Svezia      |
| 10-13 | FRA  | Francia     |
| 14-15 | USA  | Stati Uniti |
| 16-18 | AUS  | Australia   |
| 19-22 | CAN  | Canada      |
| 23-25 | CHE  | Svizzera    |
| 26-29 | POL  | Polonia     |
| 30-33 | ITA  | Italia      |
| 34-35 | BEL  | Belgio      |

| N.    | Cod. | Squadra     |
| ----- | ---- | ----------- |
| 36-37 | UKR  | Ucraina     |
| 38    | BLR  | Bielorussia |
| 39-42 | LTU  | Lituania    |
| 43-44 | ZAF  | Sudafrica   |
| 45    | HUN  | Ungheria    |
| 46-49 | ESP  | Spagna      |
| 50    | CHI  | Cile        |
| 51-53 | EST  | Estonia     |
| 54    | LAT  | Lettonia    |
| 55-58 | RUS  | Russia      |

## Ordine d'arrivo (Top 10)
| Pos. | Corridore          | Squadra     | Tempo    |
| ---- | ------------------ | ----------- | -------- |
| 1    | Loes Markerink     | Paesi Bassi | 2h05'39" |
| 2    | Irina Tolmacheva   | Russia      | s.t.     |
| 3    | Sabine Fischer     | Germania    | s.t.     |
| 4    | Bianca Knöpfle     | Germania    | s.t.     |
| 5    | Laura Bozzolo      | Italia      | s.t.     |
| 6    | Candice Sullivan   | Australia   | s.t.     |
| 7    | Karolina Konieczna | Polonia     | s.t.     |
| 8    | Stephanie Williams | Australia   | s.t.     |
| 9    | Kate Nichols       | Australia   | s.t.     |
| 10   | Monika Furrer      | Svizzera    | s.t.     |